# 法園寺 (尼崎市寺町)
法園寺（ほうおんじ）は、兵庫県尼崎市寺町にある浄土宗鎮西派の寺院。山号は恵光山、院号は謝徳院、本尊は阿弥陀如来。佐々成政終焉の地である。

## 概要
永禄4年（1561年）に没した玉蓮社勝誉恵光法園の創建と伝えられる。
肥後国人一揆の責任で豊臣秀吉に幽閉された佐々成政が、天正16年（1588年）閏5月14日（7月7日）に当寺で切腹させられ、本堂内には墓石の五輪塔（高さ88.7cm）がある。
元和年間（1615年 – 1624年）尼崎城（現在の南城内、北城内、西大物町周辺）の築城のため、別所町から現在地へ移転した。

## 所在地・交通
- 兵庫県尼崎市寺町5
  - 阪神本線 尼崎駅 徒歩6分